# Histoire de la minéralogie
La minéralogie, avant d'être une discipline scientifique, peut être décrite a priori comme une multitude de savoirs culturels, parfois très évolués et surprenants, sur le monde minier et sur les matières composant la Terre. Son histoire ne débute qu'au XVIIe siècle et surtout à la fin du XVIIIe siècle au sens des sciences exactes, comme une partie de l'histoire naturelle qui traite des minéraux ou des corps singuliers directement ou indirectement recherchés, voire rejetés, extraits de la mine ou d'une exploitation souterraine. Mais elle est déjà présente au sein des sciences antiques, voire néolithiques.

## Généralités
L'étude des minéraux, les collections de minéraux et de pierres pures et les recueils de multiples théories explicatives sont en un sens fort anciens.
Un savoir culturel à la fois minéral et minéralurgique est apparu avec la volonté des hommes de trouver les matières indispensables à leur survie, comme des mines de silex durant l'âge de la pierre, puis des métaux comme le cuivre ou le fer. D'autres croyances, comme la lithothérapie ont retenu l'attention des savants. La première théorie minéralogique dont nous ayons la trace a été établie à Babylone, les sciences gréco-romaines héritant de celle-ci. D'autre part, la Chine et l'Inde antique dans le prana ont su développer également des connaissances propres. Ce sont d'ailleurs les chinois qui, au XIe siècle ont ébauché les premières versions du concept de géomorphologie. Cependant, les premières études réellement scientifiques qui répertorient systématiquement les minerais sont originaires de l'Europe pendant la Renaissance. Les premiers résultats concrets sur la formation des minéraux datent de la découverte du microscope et du principe de la cristallographie au XVIIe siècle.

## Émergence de la théorie moderne

### La minéralogie en Europe de la Renaissance, puis baroque et des Lumières
La minéralogie est sortie à la fois du cabinet de curiosité et/ou de la collection savante ou déjà muséographique où elle n'existe qu'à l'état d'esquisse, par une rencontre inattendue avec la chimie technique, essentiellement minière, déjà constituée sur des considérations d'observations pratiques, espace de rencontre renforcé par la logique nominaliste, l'art du designo ou de représentation par le dessin des formes dans l'espace alliées aux multiples ingénieries de l'artifice du XVIe siècle. Mais elle ne se constitue en discipline scientifique véritablement qu'avec la lente constitution d'un champ des sciences exactes au début du XVIIe siècle, c'est-à-dire avec l'intériorisation par les hommes de sciences de leurs croyances religieuses et/ou humanistes, et l'acceptation d'un espace de liberté de la pensée, non couvert systématiquement par la philosophie et les classements impératifs de l'opinion autorisé et de la croyance officielle, mais ouvert à une participation humaine originale et singulière.
La profusion et la dispersion des apports entre 1620 et 1680 est en partie effacée. C'est dans les marges de l'Europe qu'une synthèse partielle, mais efficace est opéré par des scientifiques modestes entre Suède et Finlande, dont hérite Vallerien, Bergmann ou Rinman. Vallerien opère un classement, probablement discriminant et régressif, mais sans état d'esprit marqué par les théories à la mode, de l'acquis de son domaine. Mais l'autorité de la science nordique permet à des chimistes et des minéralogistes de continuer leurs études, et en particulier de poursuivre la mise au point au laboratoire et sur le terrain de techniques d'études efficaces de la matière. Cronstedt met au point un chalumeau et systématise ses applications.

### La minéralogie en Europe de 1780 à 1835
La minéralogie européenne bénéficie de cet apport, mais le relèvement et l'essor de la discipline est redevable aux deux Français presque esseulé et injustement décriés dans leur pays, Romé de l'Isle, inventeur de la cristallographie et promoteur de l'usage de la géométrie descriptive, et son éphémère élève, l'abbé René-Just Haüy. En Allemagne et en Autriche, le relèvement de la chimie et de la minéralogie est souvent l'œuvre des savants nordiques qui parlent et écrivent en allemand, mais l'école des mines saxonne de Freiberg tend à s'autonomiser et accéder à une reconnaissance européenne et internationale avec Werner. Avec ce grand professeur, le prestige de la minéralogie européenne est si grand que ce dernier se croît autorisé à s'improviser géologue pour mieux s'accorder sur les datations et les époques paléontologiques avec les tenants universitaires du grand Déluge biblique.
Pionnier de la géologie des roches ignées ou éruptives, James Hutton présente sa théorie de l'uniformitarisme, qui finit par s'avérer la plus juste face à la théorie de Catastrophisme, plus conforme aux vues des Chrétiens car plus conforme à la Genèse.
Les successeurs de James Hutton furent connus sous l'appellation de plutonistes, car ils pensaient que les roches étaient formées par un dépôt de laves produites sous terre dans des volcans. Ils s'opposaient violemment en cela aux neptunistes, disciples de Werner qui pensaient que les roches s’étaient formées dans un grand océan dont le niveau baissait au cours du temps.

### La minéralogie en Europe de 1835 à 1920

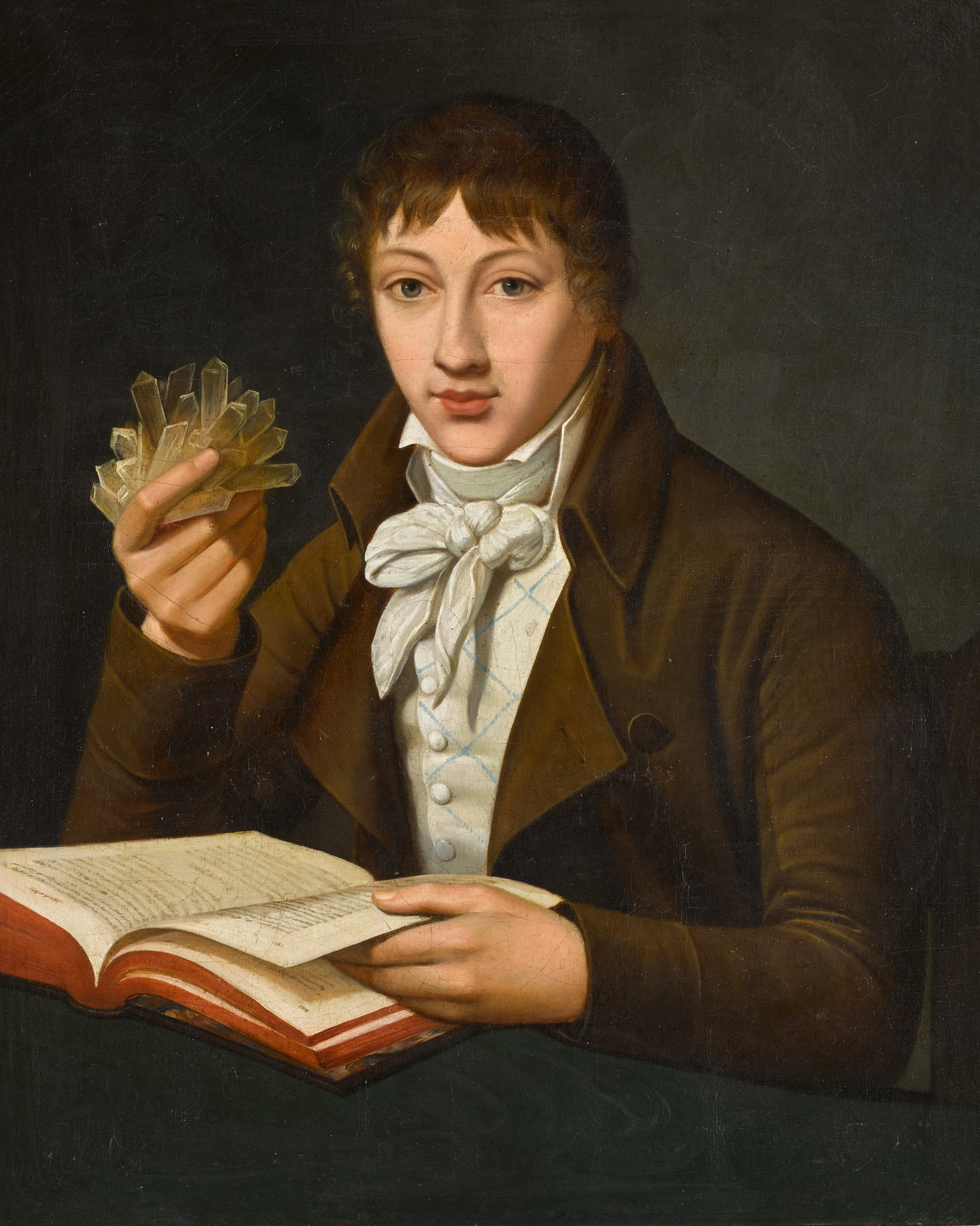
Portrait d'un jeune minéralogiste tenant un spécimen de quartz, XIXe siècle

Les progrès de la géologie sous influence anglo-saxonne au début du siècle amènent à revoir les classifications initialement chimiques et minéralogiques. Ainsi naissent des classifications mixtes, à la fois chimiques et géologiques.
Les anciens minéralogistes de la fin du XIXe siècle sous influence des chimistes distinguaient grossièrement :
- la matière minérale élémentaire des roches fondamentales, soit 
  - les silicates des roches acides : silicates essentiels comme les silices (quartz, quartzine, opale, tridymite...), les feldspaths (feldspathique et feldspathoïdes), les micas (biotite, phlogopite, muscovite...) et accessoires comme les silicates des granites et des gneiss ((cordiérite, sphène), ceux des pegmatites (tourmaline, topaze, émeraudes...)  et des syénites éléolitiques (zircon, orthite, cérérite...)
  - les silicates des roches basiques : silicates essentiels (pyroxènes et amphiboles, péridots...) et accessoires, zéolites (sodiques, sodico-calciques, calco-potassique, à base de chaux, de potasse et de soude, calcifères, barytiques)
  - les silicates des roches métamorphiques : silicates d'aluminium comme les corps anhydres (andalousite, disthène...) ou les corps hydratés (argiles...) et les autres silicates non alumineux, comme les silicates anhydres ou peu hydratés (grenats, wernerites, humites...), voire hydratés (épidotes, chlorites, clintonites, serpentines...)

- la matière minérale élémentaire des gîtes minéraux, comprenant :
  - les divers oxydes et oxysels non métalliques, avec les oxydes (glace, rutile, corindon...), les aluminates (cymosphane, spinelle...), les nitrates (nitre ou salpêtre, nitratine...), les borates (borax, boracites...), les carbonates rhombiques (comme la strontianite, l'aragonite...), rhomboédriques (comme la calcite, la dolomie...), ou encore hydratés (comme le natron, la gaylussite...), les sulfates anhydres (comme la barytine, la célestine...) ou hydratés (comme le gypse, l'epsomite...), les phosphates (apatite, turquoise...), les arséniates, les antimoniates comme la pharmacolite, les tungstates, les titanates, les tantalates (tantalite...), les niobates (niobite...)
  - les sels haloïdes avec les chlorures (sel gemme...), les fluorures (fluorine, cryolithe...).

- les minerais métalliques, soit les minéralisateurs soufre S, arsenic As, antimoine Sb... et leurs combinaisons (orpiment, stibine... ), les minerais métalliques acidifiables et les minerais de métaux Fe (pyrite, oligiste, sidérose...), Co (smaltine, cobaltite...), Ni (millerite, annabergite...), Zn (blende, calamine...), Sn (stannine, cassitérite...), Pb (galène, cérusite...), Bi (bismuthine, eulytine...), Cu (cuprite, azurite...), Hg (cinabre, calomel...), Ag (argyrite, pyrargyrite...), Au (or natif, sylvanite...), Pt (platine natif, alliage de platine...), Mo (molybdénite...), V (vanadine, Cr (chromite...)...), W (wolfram...), Mn (acerdèse, rhodonite...)...

- les combustibles minéraux, à base de matière carbonée (diamant, graphite...) et de sels organiques (mellite...), de bitume (pétrole, asphaltes...) et charbon fossile (houille, lignite...), de cires fossiles (ozocénite...) et de résines fossiles (ambre, succin...).

### Sources
- (en) Cet article est partiellement ou en totalité issu de l’article de Wikipédia en anglais intitulé « Mineralogy » (voir la liste des auteurs).